# Município de Mill (condado de Tuscarawas, Ohio)
O município de Mill (em inglês: Mill Township) é um município localizado no condado de Tuscarawas no estado estadounidense de Ohio. No ano de 2010 tinha uma população de 9.898 habitantes e uma densidade populacional de 149,7 pessoas por km².

## Geografia
O município de Mill encontra-se localizado nas coordenadas 40° 21′ 53″ N, 81° 19′ 31″ O. Segundo a Departamento do Censo dos Estados Unidos, o município tem uma superfície total de 66.12 km², da qual 65.91 km² correspondem a terra firme e (0.31%) 0.2 km² é água.

## Demografia
Segundo o censo de 2010, tinha 9.898 habitantes residindo no município de Mill. A densidade populacional era de 149,7 hab./km². Dos 9.898 habitantes, o município de Mill estava composto pelo 96.85% brancos, o 1.18% eram afroamericanos, o 0.18% eram amerindios, o 0.22% eram asiáticos, o 0.01% eram insulares do Pacífico, o 0.2% eram de outras raças e o 1.35% pertenciam a dois ou mais raças. Do total da população o 0.81% eram hispanos ou latinos de qualquer raça.